# Driehoornmestkever
De driehoornmestkever of drietand (Typhaeus typhoeus) is een kever uit de familie van de mesttorren (Geotrupidae). Hij komt onder meer voor in de Benelux. De wetenschappelijke naam van de soort werd in 1758 als Scarabaeus typhoeus gepubliceerd door Carl Linnaeus.

## Beschrijving
Het 12 tot 20 millimeter lange lichaam is zwart, bijna rond en bol, het halsschild is glad en de dekschilden zijn sterk in de lengte gegroefd, de onderzijde is fijn behaard. De kever is te herkennen aan de drie uit-stekende 'hoorns', twee aan weerszijden van het halsschild en een in het midden die wat kleiner blijft. Bij de vrouwtjes zijn slechts sporen van de tanden te zien, en bij grotere mannetjes zijn de tanden relatief langer.

## Algemeen
In Nederland komt de soort voor in zandige heidestreken en open plekken in dennenbossen. Daar leeft hij van koeien- schapen- of konijnenmest. Na de paring graaft het vrouwtje meestal in samenwerking met het mannetje een lange gang met enkele zijgangen, waar het voedsel voor de larven wordt opgeslagen. Dit bestaat uit mest van konijnen en andere planteneters. De eitjes worden niet bij de mest afgezet, maar op enige afstand waardoor de larven naar het voedsel moeten kruipen. De kever overwintert in de pop en eet nog enige tijd van de mestvoorraad, en kruipt pas in de nazomer door de hoofdgang naar buiten. Hoe lang de ontwikkeling van ei tot volwassen kever precies duurt is voor een deel afhankelijk van de temperatuur, maar duurt over het algemeen een tweetal jaar. Een driehoornmestkever plant zich ook maar eenmaal in zijn leven voort, na het voltooien van het nest zal de mestkever dan ook niet lang meer leven.
Belangrijke vijanden zijn verschillende vogels en ook vleermuizen als de laatvlieger zijn dol op mestkevers.